# 夢空〜ゆめそら〜
「夢空〜ゆめそら〜」（ゆめそら）は日本の女優・福田沙紀の楽曲。本項では、表題曲を収録した映像作品集『夢空DVD』（ゆめそらDVD）についても述べる。

## 概要
2007年3月7日に福田の5作目のシングルとしてフライトマスターから発売された。
楽曲は福田により作詞、吉川慶により作曲されている。
収録曲全ての作詞を自身が担当した作品。
オリコンチャートでは100位圏外と振るわなかった。
フライトマスターからされた最後のシングルだが、現時点でオリジナル・アルバムには未収録。

## タイアップ
- 日本テレビ系列「GOOD LOOKIN′CLUB」エンディング・テーマ

## CDトラックリスト
| #         | タイトル                                   | 作詞                                                | 作曲       | 編曲         | 時間  |
| --------- | ------------------------------------------ | --------------------------------------------------- | ---------- | ------------ | ----- |
| 1.        | 「夢空〜ゆめそら〜」                       | 福田沙紀,吉川慶（補作詞）,5963 Production（補作詞） | 吉川慶     | 吉川慶       | 4:46  |
| 2.        | 「MY WAY」                                 | 福田沙紀                                            | 原田アツシ | 井上ヨシマサ | 3:42  |
| 3.        | 「明日雨が上がる頃には 〜Piano Version〜」 | 福田沙紀,m-t Ank                                    | 望月衛介   | 井上ヨシマサ | 3:04  |
| 4.        | 「夢空〜ゆめそら〜（Instrumental）」       |                                                     |            |              | 4:48  |
| 合計時間: | 合計時間:                                  | 合計時間:                                           | 合計時間:  | 合計時間:    | 16:20 |

## 夢空DVD
本シングルと同じ2007年3月7日に、2作目の公式映像作品『夢空DVD』（ゆめそらDVD）が発売された。レコーディングからPV撮影に至るまで、表題曲の誕生を追ったドキュメンタリー・タッチの作品となっている。

### 収録内容
| #  | タイトル                                               | 作詞 | 作曲・編曲 |
| -- | ------------------------------------------------------ | ---- | ---------- |
| 1. | 「Yumesora no Naka de 夢空の中で… (documentary film)」 |      |            |
| 2. | 「夢空〜ゆめそら〜 (CLIP)」                            |      |            |
| 3. | 「Making of 夢空DVD (メイキング映像)」                 |      |            |